# Francesco Silvani
Francesco Silvani, také známý pod pseudonymem Frencasco Valsini (1660? Benátky – mezi roky 1728 a 1744? tamtéž) byl italský básník a operní libretista.

## Život
O životě Francesca Silvaniho je jen málo informací. Jako operní libretista začal být známý v letech 1682–1683, kdy psal pod pseudonymem Frencasco Valsini, vzniklým přesmyčkou jeho pravého jména. Pod tímto jménem vznikly opery Ottone il grande (hudba Paolo Biego) a Marzio Coriolano (hudba Giacomo Antonio Perti). V letech 1691–1716 napsal několik libret pod svým vlastním jménem pro několik benátských divadel.
V letech 1699 až 1705 pracoval ve službách mantovského vévody Karla IV. Gonzagy. Zdá se však, že i v tomto období zůstával v Benátkách. Vrcholu své kariéry dosáhl v letech 1708 až 1714, kdy působil v Teatro Grimani a San Giovanni Grisostomo, největším benátském divadle té doby.
Sbírka obsahující 24 jeho prací byla vydána posmrtně v Benátkách v roce 1744.

## Dílo
- Ottone il grande (hudba Paolo Biego, 1682)
- Marzio Coriolano (hudba Giacomo Antonio Perti, 1683)
- La costanza in trionfo (hudba Marc' Antonio Ziani, 1696; hudba Georg Friedrich Händel pod názvem Floridante, 1706)
- L'ingratitudine gastigata (hudba Tomaso Albinoni, 1698 a Antonio Caldara, 1698)
- L'innocenza giustificata (hudba Benedetto Vinaccesi, 1699)
- L'oracolo in sogno (hudba Antonio Caldara, 1699)
- La fortezza al (in) cimento (hudba Giuseppe Aldrovandini, 1699; Tomaso Albinoni, 1707) a Antonio Vivaldi pod názvem La tirannia gastigata, 1726)
- Il duello d'amore e di vendetta (hudba Marc' Antonio Ziani, 1700; Georg Friedrich Händel pod názvem Vincer se stesso è la maggior vittoria, 1707 a Baldassarre Galuppi pod názvem L'odio placato, 1729)
- L'arte in gara con l'arte (hudba Tomaso Albinoni, 1702)
- La fede tradita e vendicata (hudba Francesco Gasparini, 1704; Antonio Vivaldi, 1726; Leonardo Vinci pod názvem Ernelinda, 1726 a hudba Baldassarre Galuppi pod názvem Ricimero, 1744)
- Il più fedel tra i vassalli (hudba Tomaso Albinoni, 1705)
- La fede tra gl'inganni (hudba Tomaso Albinoni, 1707)
- Armida abbandonata (hudba Giovanni Maria Ruggieri, 1707)
- Armida al campo (hudba Giuseppe Boniventi, 1708)
- La pace (hudba Marc' Antonio Ziani, 1708)
- Sofonisba (hudba Antonio Caldara, 1708)
- Il tradimento traditor di se stesso (hudba Antonio Lotti, 1711; Nicola Porpora pod názvem Statira, 1742)
- La pace generosa (hudba Tomaso Albinoni, 1711)
- I veri amici (ve spolupráci s Domenicem Lalli podle Pierre Corneille, hudba A. Paulati, 1712; Antonio Vivaldi, 1720; pod názvem Candace o siano Li veri amici Tomaso Albinoni, 1722 a Leonardo Vinci pod názvem Evergete)
- La verità nell'inganno (hudba Francesco Gasparini, 1713; Antonio Caldara pod názvem Tridate overo La verità nell'inganno, 1717; Nicola Porpora, 1726 a Johann Adolf Hasse pod názvem Attalo, re di Bitinia, 1728)
- La costanza combattuta in amore (hudba Giovanni Porta, 1716)